# 獨立新聞 (朝鮮)
《独立新闻》（韓語：독립신문）是一份朝鲜王朝末年发行的报纸，是朝鲜半岛最早的民营韩文近代报纸。該報紙的內容全部為韓文。該報於1896年由朝鮮独立运动提倡者徐載弼创建。其發行語言为韩英双语，最初每两天发行一次，后发展成日报。其英文版最初與韩文版皆两天发行一次，后来改为每周发行一次。据估算，該報的发行量为2000至3000份。

## 历史
《独立新闻》经历了4个历史发展阶段。第一阶段是从1896年4月7日创刊至7月2日独立协会成立前。这一时期的《独立新闻》与政府很合作，还在报纸上解读政府政策。这一时期的文章虽然已经开始对国民的思想意义产生影响，但在政治方面措辞温和。这一时期的报纸版面是前三页为韩文，第四页为英文。
第二阶段是从1896年7月4日独立协会的成立到1898年5月11日徐載弼将《独立新闻》转交给尹致昊。这一时期的《独立新闻》支持独立协会的活动，包括修建独立门、独立公园、独立馆并致力于普通国民的开化，启迪。这一时期《独立新闻》版面有了变化。英文版与韩文版分开发行，而且内容量翻了两番。
《独立新闻》在仁川和上海开设了分社并派有驻地记者。随着朝鲜内阁改革派和保守派之间冲突的升级，《独立新闻》逐渐开始受到亲俄保守派的镇压。1897年8月，俄国出于控制朝鲜半岛的目的向朝鲜政府派出了一名军事教官和一名财政顾问。对此《独立新闻》开始批评政府官员的腐败和俄国的不正当干预。1897年12月，《独立新闻》因为评判亲俄保守派而面临停刊的危险。1898年，《独立新闻》公布一些俄国和日本企图要求朝鲜政府特许权的秘密文件。这使得一些外国使节向朝鲜高宗施压要求对《独立新闻》实行审查制度。外国利益集团认为活跃的媒体可能会煽动民众阻止外国列强在朝鲜半岛获得特许权。最终，徐載弼被驱逐。《独立新闻》转由尹致昊管理。
第三阶段是从1889年5月尹致昊出任《独立新闻》主编到1898年12月独立协会被解散。这一时期的《独立新闻》在启迪国民的同时担当日益受到攻击的独立协会的喉舌。1898年7月，《独立新闻》韩文版开始每日发行。
第四阶段是从独立协会被解散到停刊。独立协会被解散后，《独立新闻》主编尹致昊被授予官职，离开首尔。《独立新闻》不可避免地受到影响。在最初的前几个月，美国牧师亚篇薛罗接管了报社。但很快在1898年6月又转给了个叫一位H. Emberly的英国人。虽然《独立新闻》仍然在发行，但与最初的初衷渐行渐远。由于朝鲜政府希望有一个官方英文报纸，《独立新闻》最终被朝鲜政府以4,000韩圆（约2,000美元）收购后停刊。
《独立新闻》停刊后，朝鲜政府僱用一名在上海的年轻爱尔兰人记者约翰·奥谢（John O'Shea）管理《独立新闻》。不过奥谢来到首尔后天天酗酒，酒后经常殴打路人，有时还乱开枪。朝鲜政府为此曾请求英国政府把奥谢从朝鲜叫回，并让奥谢支付拖欠报社工人的工资，但英国政府以奥谢是被朝鲜政府雇佣的为由拒绝了朝鲜的请求。1902年，奥谢得到了上海时报主编一职，于是离开了首尔。